# Victor Sarkis
Victor "Vitinho" Sarkis (Florianópolis, 18 de março de 1991) é um jogador brasileiro de sinuca inglesa (em inglês:  snooker). É jogador profissional de snooker desde 2022. Foi campeão do Panamericano de Snooker de 2021, em Toronto no Canadá.

## Carreira
Sarkis nasceu em Florianópolis, capital do estado brasileiro de Santa Catarina, na Região Sul do país, onde reside até hoje. Começou a jogar sinuca (um esporte de mesa, taco e bolas praticado no Brasil) aos 8 anos de idade em um clube local, e aos 10 anos se tornou profissional. Foi treinado por César Siegel e não jogou em uma mesa grande até os 20 anos. Aos 12 anos, Victor já era Campeão Estadual na categoria sub-18. Aos 21 se tornou o mais jovem Campeão Catarinense de sinuca. Na mesa menor, preferida no Brasil, foi campeão catarinense sete vezes.
No cenário internacional, Sarkis participou do primeiro Campeonato Pan-Americano organizado pela Associação Pan-Americana de Bilhar e Snooker (em inglês:  PABSA – Pan American Billiards and Snooker Association) em 2019, onde chegou às oitavas de final. Na edição seguinte, em 2021, ele chegou na final, e venceu o norte-americano Renat Denkha por 5–3. Esta vitória lhe rendeu um card para jogar no World Snooker Tour, a turnê mundial profissional de snooker, durante as temporadas de 2022–23 e 2023–24. Depois de Itaro Santos e Igor Figueiredo, ele é o terceiro brasileiro a se classificar para o circuito profissional.

## Títulos
| Ano  | Torneio                           | Oponente na final | Placar | Ref.        |
| ---- | --------------------------------- | ----------------- | ------ | ----------- |
| 2021 | Pan American Snooker Championship | Renat Denkha      | 5–3    | [ 2 ] [ 4 ] |